# Distrikt Carmen Salcedo
Der Distrikt Carmen Salcedo liegt in der Provinz Lucanas in der Region Ayacucho in Südzentral-Peru. Der Distrikt wurde am 21. Dezember 1943 gegründet. Er besitzt eine Fläche von 464 km². Beim Zensus 2017 wurden 1797 Einwohner gezählt. Im Jahr 1993 lag die Einwohnerzahl bei 2234, im Jahr 2007 bei 3427. Sitz der Distriktverwaltung ist die 3437 m hoch gelegene Ortschaft Andamarca mit 1709 Einwohnern (Stand 2017). Andamarca liegt knapp 40 km nordnordöstlich der Provinzhauptstadt Puquio.

## Geographische Lage
Der Distrikt Carmen Salcedo liegt im Andenhochland im zentralen Nordosten der Provinz Lucanas. Der Río Mayo Negro, ein linker Nebenfluss des Río Sondondo, durchquert den Distrikts in nordöstlicher Richtung.
Der Distrikt Carmen Salcedo grenzt im Süden an den Distrikt Puquio, im äußersten Westen an den Distrikt Lucanas, im Nordwesten und im Norden an den Distrikt Cabana sowie im Osten an den Distrikt Chipao.

## Ortschaften
Im Distrikt gibt es neben dem Hauptort folgende größere Ortschaften:
- Chiricre
- Huaccracca
- Huayllawarmi